# Ümraniye
Ümraniye és un districte d'Istanbul, Turquia, situat en la part anatòlia de la ciutat.

## Divisió administrativa

### Mahalleler
Adem Yavuz  ·  Altınşehir  ·  Armağanevler  ·  Aşağıdudullu  ·  Atakent  ·  Atatürk  ·  Cemil Meriç  ·  Çakmak  ·  Çamlık  ·  Dumlupınar  ·  Elmalıkent  ·  Esenevler  ·  Esenşehir  ·  Fatih Sultan Mehmet  ·  Hekimbaşı  ·  Huzur  ·  Ihlamurkuyu  ·  İnkılap  ·  İstiklal  ·  Kâzım Karabekir  ·  Mehmet Akif  ·  Madenler  ·  Namık Kemal  ·  Necip Fazıl  ·  Parseller  ·  Saray  ·  Site  ·  Şerifali  ·  Tantavi  ·  Tatlısu  ·  Tepeüstü  ·  Topağacı  ·  Yamanevler  ·  Yeni Sanayi  ·  Yukarıdudullu

## Ciutatsagermanades
- Pàzardjik, Bulgària
- Fojnica, Bòsnia i Hercegovina
- Tètovo, Macedònia del Nord